# Calomyspoena santacruzi
Calomyspoena santacruzi là một loài nhện trong họ Mysmenidae. Chúng được miêu tả năm 1983 bởi L. Baert & Maelfait.